# Covarachía

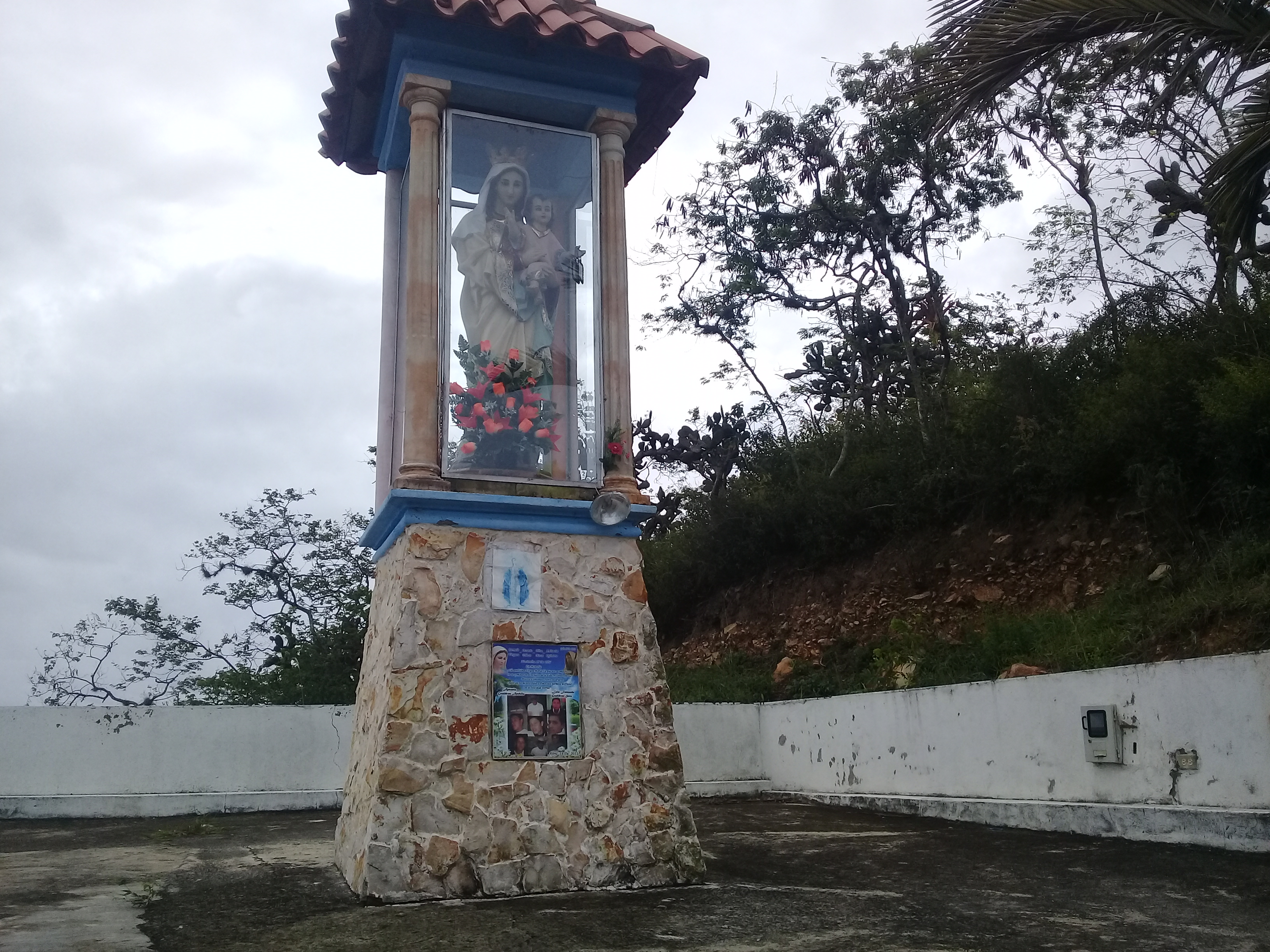
La Virgen de La Estación ubicada en La vereda de los Siotes en el Municipio de Covarachia Boyacá. Es un monumento en honor a la Virgen del Carmen, Con vista al Cañón del Chicamocha

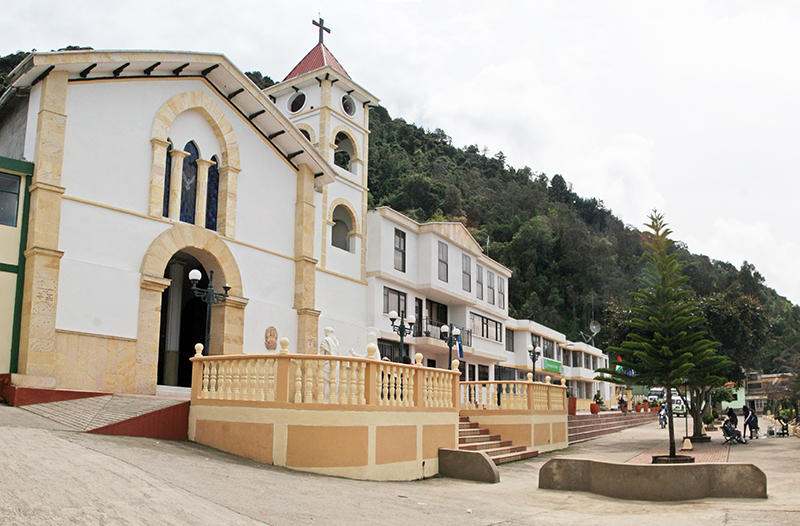
Parque de Covarachía

Covarachía es un municipio colombiano ubicado en la provincia del Norte del departamento de Boyacá. Está a una distancia de 208 km de Tunja. Este municipio limita al norte con San José de Miranda y Capitanejo (Santander); al sur con Tipacoque; al oriente con Capitanejo y al occidente con Onzaga y San Joaquín (Santander).

## Toponimia
El nombre del municipio proviene de las expresiones prehispánicas cova: cueva y chía: luna, que significa "la cueva de la luna".

## Bandera
La bandera de Covarachía está formada por tres bandas horizontales: La primera franja es de color blanco y simboliza el esplendor y brillantez con que se observa el contorno de nuestra cordillera en especial el nevado de El Cocuy. La segunda Franja es de color azul, simboliza el progreso del  municipio, productivo y emprendedor. La tercera franja, de color verde, simboliza las majestuosas montañas que encierran nuestras productivas tierras.

## Historia
El historiador Cayo Leonidas Peñuela da cuenta que el Virrey Juan Sámano había decretado en 1819 la creación de Covarachía como nueva parroquia. En febrero de 1822 se hablaba de la necesidad de nombrar un alcalde para Covarachía, que ya figuraba como parroquia y su alcalde era Gregorio Aldana, el mismo de Tipacoque. Sus habitantes eran feligreses de Onzaga, Soatá y Capitanejo. Para entonces se nominaron a José María Varón, Luis Espitia y Felipe Mesa, ciudadanos considerados como los más idóneos para ser los administradores de la nueva parroquia.
En febrero de 1824 se aprobó oficialmente la erección de la parroquia en el sitio de Covarachía con solo el terreno de Pizarral, Tapias y Nogontova segregado de Capitanejo entre tanto que por el soberano congreso se decida sobre la agregación del sitio de Caguanoque perteneciente a la de Onzaga .
El 25 de mayo de 1824 se aprueba la elección del patrono para aquella parroquia en el mártir San Juan Nepomuceno.
El Congreso de 1842 y 1843 que reformó la Constitución Política de la República y dividió el territorio de la Nueva Granada en provincias, cantones y distritos parroquiales incluyó a Covarachía como integrante del Cantón de Soatá y del que formaban parte, además, Boavita, Jericó, Sativanorte, Sativasur, Susacón y La Uvita.
Covarachía conservó su nombre desde 1819 hasta 1858. De este año hasta 1869 el poblado se llamó Ricaurte. En 1869 el presidente del Estado Soberano de Boyacá, Felipe Pérez, dictó el Decreto n.º 40 y mediante el mismo devolvió a los distritos del Estado el nombre que éstos tenían en 1858

## Economía
La agricultura es la principal actividad de sus habitantes. Hasta hace doce años[¿cuándo?] dependió del cultivo de fique, que hoy está acabado por la aparición de productos sintéticos. El tabaco es otro cultivo que se hace a gran escala, a pesar de las pocas ventas. Frente a las dificultades económicas que por tales circunstancias atraviesan sus habitantes algunos atribuyen su supervivencia a la providencia divina .
Otros productos que se cultivan son: fríjol, tomate, maíz y yuca. En las vegas del Chicamocha, donde la temperatura sube a 28 grados, se cultiva caña de azúcar, pláno, naranjas, piñas, chirimoyas, pomarrosas. También se cultivan manzanos y duraznos.

## Veredas

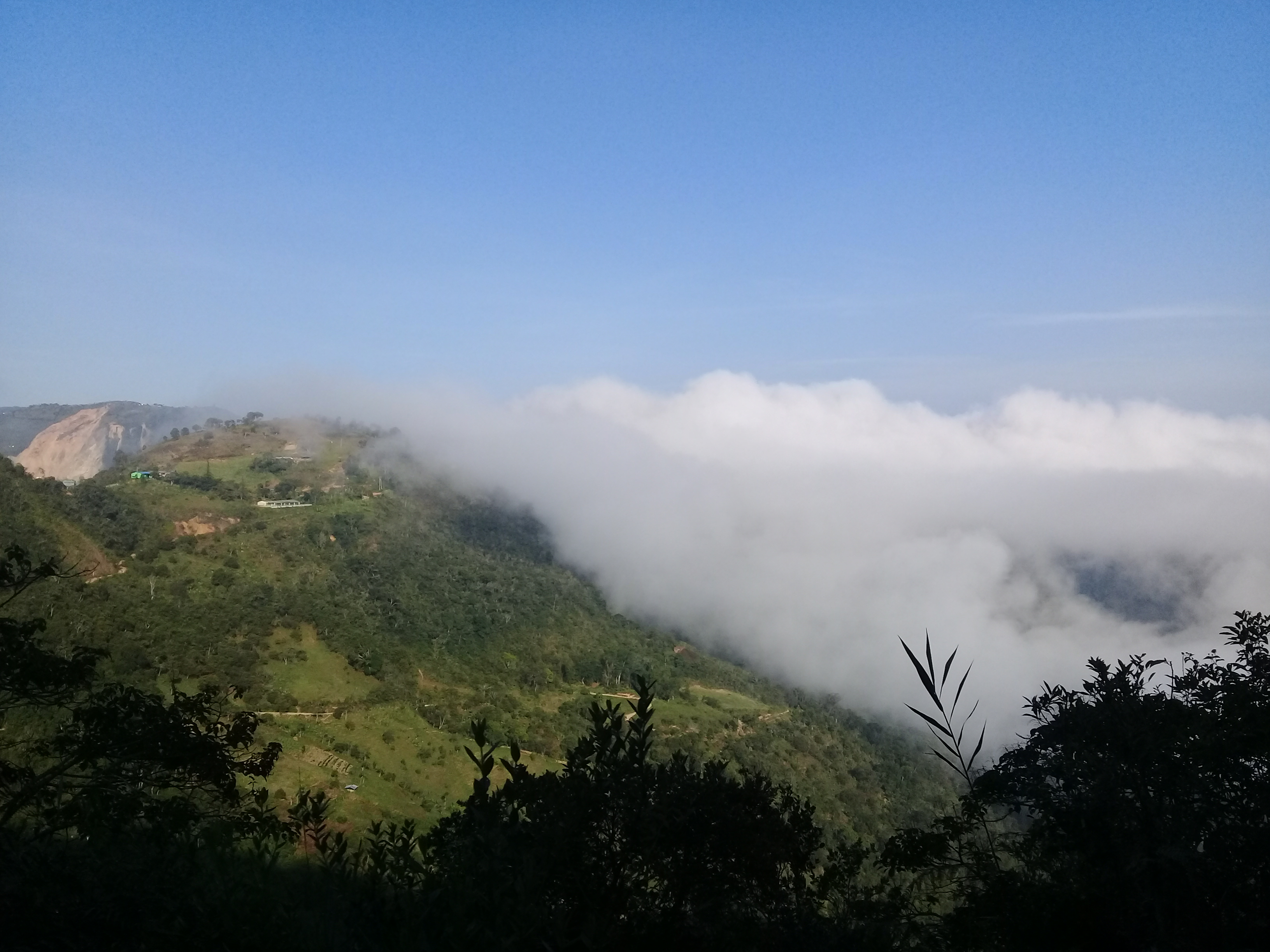
Vereda el Topón al fondo. Vía Covarachía-Onzaga

- Centro
- Nogontova
- Potrerito
- Las Tapias
- Centro Afuera
- Los Siotes
- Limón Dulce
- Peñalisa
- El Topón
- Satova Arriba, Satova Abajo
- ChívacoqueVereda el Topón al fondo. Vía Covarachía-Onzaga

### Límites
- Norte: San José de Miranda
- Sur: Tipacoque
- Oriente: Capitanejo
- Occidente: Onzaga, Soatá y San Joaquín

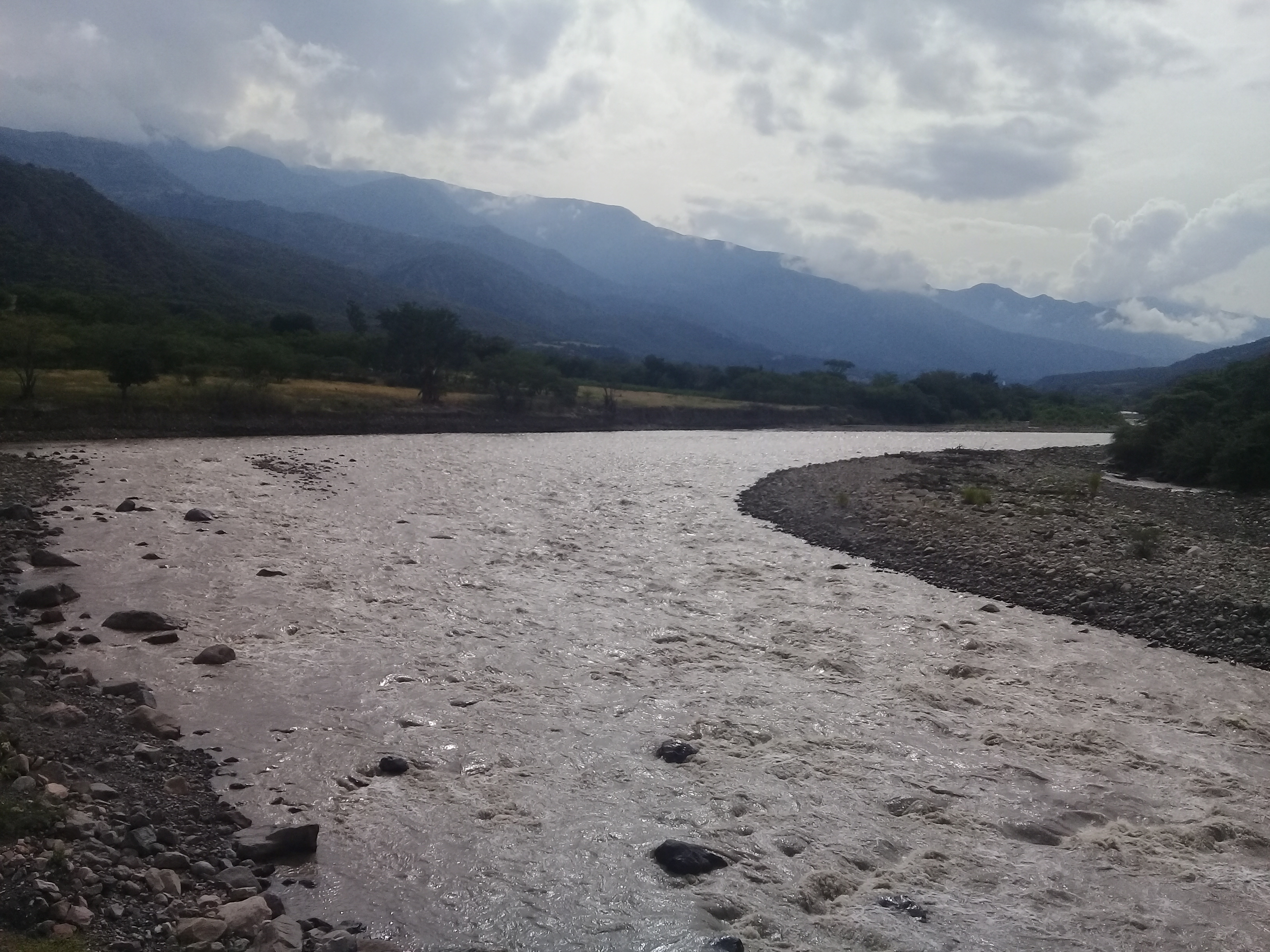
El río Chicamocha separa, por el oriente, a Covarachía con el municipio de Capitanejo.

## Fauna
Terrestre: principalmente la componen algunas especies de mamíferos: conejos silvestres, guartinajos, faras y ratones.
Avifauna: Aún se encuentran aves tales como mirlas, palomas, torcazas, toches, perdices, azulejos, carpinteros, siotes, copetones, turpiales, abejeros, chorpes, cúchicas, pregoneros, pechirrojos entre otras.

## Flora
En las partes altas se presenta la típica vegetación de páramo consistente en especies como colorado, encenillo, chusque entre otros. En los sectores nublados abundan los chusques, musgos, líquenes, guiches, soroco, cardón, carbonero, paja, rabo de burro, romero, litamorrial, coralitos y en general muchas plantas epifitas.
En la parte media aparecen: tuno, chilco, arrayán, uvo, camarón, cedrillo, encenillo, borrachero, cedro, mangle, arrayán,adorote, tinto, etc. Los principales cultivos de este sector son maíz, fríjol, trigo, arveja.
La parte baja del municipio se encuentra especies como carbonero, sarno, cucharito, guaduas, espino de cabro, tunos, trompeto, servetano, árbol de pipo, acacias, etc. En esta parte se cultiva principalmente maíz, arveja, caña de azúcar, tabaco, fríjol, y algunos frutales.